# Feigefossen

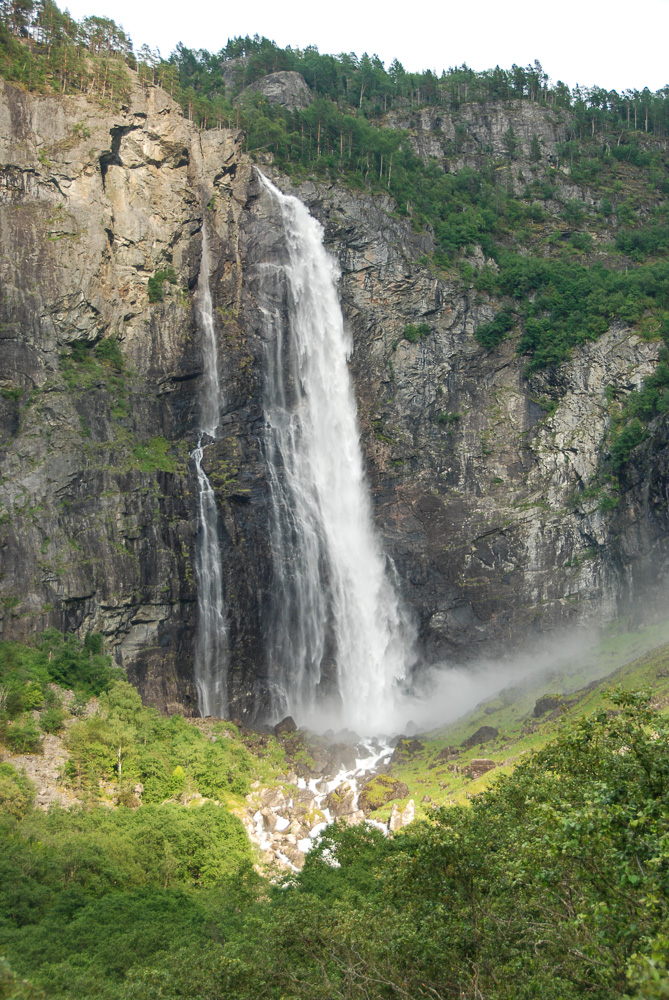
Feigefossen

De Feigefossen is een waterval aan de Lustrafjorden, 16 kilometer ten zuiden van Skjolden, gemeente Luster in de provincie Noorse provincie Vestland. Een andere naam waaronder de Feigefossen ook bekend is Feigumfossen.
Met een vrije val van 218 meter is de Feigefossen een van de hoogste vrije val watervallen en een van de meest indrukwekkende van Noorwegen. De waterval wordt gevoed met smeltwater vanuit de bergketen Hurrungane. Stroomopwaarts op de Feigedalselvi is er een kleine gletsjer en een grotere meer Feigedalsvatnet welke na een warme periode en in de zomer veel smeltwater te verwerken krijgen. In deze periode zwelt de Feigefossen op tot een krachtige waterval.
Op weg naar de Feigedalsvatnet zijn er nog twee andere watervallen in de rivier Feigedalselvi: Hanafossen en Drivandefossen.
De Feigefossen is gelegen langs wegnummer 331, 16 kilometer ten zuiden van Skjolden, gemeente Luster in de provincie Vestland.
Er is een kleine parkeerplaats aan het fjord-kant van de weg. Vanaf de parkeerplek is er een gemarkeerde pad naar een uitkijkpunt op een hoogte van 150 meter, tot vlak onder de waterval. Het pad is rotsachtig maar goed aangegeven en makkelijk te bewandelen. De wandeling duurt ongeveer 45 minuten.